# Nhạc Thanh
Nhạc Thanh (chữ Hán giản thể: 乐清市, bính âm: yuè qing shì, âm Hán Việt: Nhạc Thanh thị) là một thành phố cấp huyện thuộc địa cấp thị Ôn Châu, tỉnh Chiết Giang, Cộng hòa Nhân dân Trung Hoa. Thành phố Nhạc Thanh có diện tích 2698 km², trong đó diện tích mặt nước là 113 km², diện tích vùng núi đồi là 2308 km², diện tích bình nguyên là 1174 km². Mã số bưu chính của thành phố này là 325600, mã vùng điện thoại 0577. Thành phố Nhạc Thanh được chia ra các đơn vị hành chính trực thuộc gồm 21 trấn và 10 hương.